# 2386 Nikonov
2386 Nikonov este un asteroid din centura principală, descoperit pe 19 septembrie 1974 de Liudmila Cernîh.